# Babylon (Skindred)
Babylon è il primo album in studio del gruppo musicale gallese Skindred, pubblicato nel 2002.

## Tracce
1. Set It Off – 3:03
2. Kiss and Make Up – 3:43
3. Pressure – 3:22
4. Sicker – 4:00
5. Selector – 2:23
6. Babylon – 3:34
7. The Fear (contiene samples da London Calling dei Clash) – 3:46
8. Bruises – 2:42
9. Together – 3:31
10. World Domination – 2:24
11. Nobody (+ traccia nascosta Vampire Killa) – 8:18

## Formazione
- Benji Webbe – voce
- Daniel Pugsley – basso
- Mikey Demus – chitarra
- Dirty Arya – voce, batteria
- Jeff Rose – chitarra
- Martyn Ford – batteria